# Sensività
Sensività è un film del 1979 diretto da Enzo G. Castellari. La pellicola è stata ridistribuita negli anni 80 dalla Video Kineo, in una versione differente da quella originale e con il titolo di Kyra - La signora del lago.

## Trama
In un paesello si stanno verificando molte morti misteriose; vengono ritrovati i cadaveri di alcuni ragazzi che, poco prima di morire, avevano avuto un rapporto sessuale con Lilian, una studentessa ritornata in paese dopo anni di assenza. La ragazza scopre una verità rimasta celata troppo a lungo: in paese vive anche Lilith, la sorella che non ha mai conosciuto e la loro contemporanea presenza nel paese ha provocato il risveglio dello spirito di Kira, una divinità, nonché loro antenata. Ma Lilith, costretta a vivere in tutti questi anni come una derelitta, covando rancore ed invidia nei confronti della sorella, non è per nulla felice del suo ritorno a casa e la aggredisce, dando vita ad uno scontro in cui finiscono con l'uccidersi a vicenda.

## Edizione home video
Il film, diretto da Enzo G. Castellari, venne distribuito senza successo a partire dal 28 settembre 1979; i suoi diritti vennero acquistati negli anni 80 dalla Video Kineo, che intendeva mettere in commercio una nuova edizione del film, apportando però notevoli cambiamenti. Vennero girate ex novo da Alfonso Brescia delle scene, utilizzando una controfigura che sostituisse Leonora Fani, vennero tagliate alcune sequenze della versione originale, venne effettuato un rimontaggio che stravolse l'intreccio della vicenda. La nuova versione, intitolata Kira - La signora del lago, risulta perciò notevolmente differente da quella originale di Castellari, tuttora introvabile.

## Titoli

### Italia
- Sensività, titolo originale
- Kyra - La signora del lago, versione home video
- L'ultima casa vicina al lago, titolo alternativo

### Spagna
- Sensitività, titolo originale
- Diabla - La seniora del lac, titolo televisivo